# Aldin Čajić
Aldin Čajić (* 11. September 1992 in Konjic) ist ein bosnisch-herzegowinischer Fußballspieler.

## Karriere
Čajić spielte in der Jugend für Radnik Hadžići und Sparta Prag. Seit der Saison 2010/11 gehört er zum Profikader vom FK Teplice, wo er am 12. September 2010 beim Spiel gegen den FC Zbrojovka Brünn zu seinem ersten Einsatz in der Gambrinus Liga kam. Sein erstes Tor erzielte er am 2. Mai 2011 beim Spiel gegen Sparta Prag. Im Sommer 2014 wechselte er zum Stadtrivalen FK Dukla Prag
In der Wintertransferperiode 2016/17 wurde er vom türkischen Zweitligisten Elazığspor verpflichtet. Zum Saisonende wechselte er innerhalb der TFF 1. Lig zum Aufsteiger İstanbulspor.